# Rob Ackerman
Pour les articles homonymes, voir Ackerman.

a Compétitions nationales et continentales officielles uniquement.

b Matchs officiels uniquement.
Dernière mise à jour le 5 octobre 2013.
Robert Angus Ackerman dit Rob Ackerman, né le 2 mars 1961 à Ebbw Vale, est un joueur de rugby à XV et rugby à XIII qui a joué avec l'équipe du pays de Galles dans les deux codes évoluant au poste de trois-quarts centre. 

## Biographie
Rob Ackerman joue 76 matchs avec le Newport RFC (19 essais, 116 points) et 13 matchs avec le Cardiff RFC. Il dispute son premier test match le 1er novembre 1980 contre l'équipe de Nouvelle-Zélande, et son dernier test match est contre l'équipe des Fidji le 9 novembre 1985. Il dispute également deux test matchs avec les Lions  en 1983. Il joue ensuite au rugby à XIII de 1986 à 1993 avec les Whitehaven Warriors, les Leeds Rhinos et les Salford City Reds. Durant sa période à XIII, il connaît également des sélections avec l'équipe nationale galloise. Après sa carrière de joueur, il devient entraîneur à Christchurch (Nouvelle-Zélande) puis en Écosse.

## Statistiques en équipe nationale
- 22 sélections en équipe nationale
- Sélections par année : 1 en 1980, 3 en 1981, 4 en 1982, 4 en 1983,  5 en 1984, 5 en 1985
- Tournois des Cinq Nations disputés : 1981, 1982, 1983, 1984, 1985